# Nafissatou Niang Diallo
Nafissatou Niang Diallo (* 11. März 1941 in Dakar; † 1982) war eine senegalesische Schriftstellerin.
Nafissatou Diallo wuchs in einer muslimischen wolofsprachigen Familie in Dakar auf. Sie besuchte französische Schulen und eine Koranschule. Eine Ausbildung zur Hebamme setzte sie am Institut de puériculture in Toulouse fort. 1961 heiratete sie Mambaye Diallo. Das Paar hatte sechs Kinder. Zeit ihres Lebens arbeitete sie als Hebamme und Kinderkrankenschwester.
Diallos Werke als Schriftstellerin beschäftigen sich vor allem mit der Rolle der Frau in der Gesellschaft. Außerdem setzte sie sich mit dem Kastenwesen Senegals auseinander. Ihre erste Veröffentlichung, De Tilène au Plateau aus dem Jahr 1975, war ein autobiographisches Werk; sie schilderte eine weitgehend glückliche Kindheit. Danach schrieb sie die beiden historischen Romane Le Fort maudit und La princesse de Tiali sowie das Jugendbuch Awa la petite marchande. Letzteres handelt von einem senegalesischen Mädchen, das mit ihrem Vater nach Frankreich auswandert und wieder zurückkehrt.
Die Literaturprofessorin Susan Stringer nennt Nafissatou Diallo eine Pionierin der frankophonen Prosa-Autorinnen, die in der Öffentlichkeit aber immer im Schatten des als feministischer geltenden Werks Mariama Bâs gestanden habe. Die Association Internationale des Parlementaires de Langue Française verlieh der 1982 verstorbenen Diallo posthum den Titel eines Chevalier de l'Ordre.
Diallo wurde in die Anthologie Daughters of Africa aufgenommen, die 1992 von Margaret Busby in London und New York herausgegeben wurde.

## Werke
- De Tilène au Plateau: Une enfance dakaroise. Les Nouvelles Editions Africaines, Dakar 1975, ISBN 2-7236-0099-8
- Le Fort maudit. Hatier, Paris 1980, ISBN 2-218-05329-2
- Awa la petite marchande. Les Nouvelles Editions Africaines, Dakar; EDICEF, Paris 1981, ISBN 2-85069-272-7
- La Princesse de Tiali. Les Nouvelles Editions Africaines, Dakar 1987, ISBN 2-7236-0956-1